# ТГМ23
Тепловоз ТГМ23 — серійний радянський маневровий тепловоз з гідропередачею.

## Історія
Перший дослідний тепловоз ТГМ23-001 був побудований Муромським тепловозобудівним заводом 1960 році. Новий тепловоз відрізнявся від попередніх серій (ТГМ1 і ТГМ21), однак успадкував від них значну кількість обладнання.

## Конструкція
Кузов всіх тепловозів серії ТГМ23 має два капоти і кабіну машиніста між ними. Рама спирається на букси через індивідуальне ресорне підвішування, без балансирів (на ТГМ23В і ТГМ23Д збалансоване ресорне підвішування). М'якість підвішування визначається кількістю листів ресори, залежно від модифікації локомотива. В останні роки випуску ТГМ23 була значно змінена конструкція верхньої частини рами екіпажу.
Також залежно від версії конструкції на тепловозі застосовувалися такі двигуни:
- 1Д12Н-500 з газотурбінним наддувом (ТГМ23), потужністю 500 к. с.
- 1Д12Н-500М з більш високим тиском наддуву
- 1Д12-400 (ТГМ23Б), потужністю 400 к. с.
- 1Д12-400Б (ТГМ23В і ТГМ23Д)

Управління двигуном здійснюється з кабіни машиніста пневмоприводом, як і на тепловозах ТГМ1. Крутний момент від дизеля передається за допомогою гідропередачі УГП 350—500 Муромського заводу і реверс-режимного редуктора. У маневровому режимі використовуються чотири шестерні режимної коробки, в поїздному — вихідний вал гідропередачі, безпосередньо пов'язаний з валом осьового редуктора.
За час випуску серії ТГМ23 конструкція зазнала низки незначних змін: перенесення котла обігріву кабіни з самої кабіни під малий капот, зміна передавального числа редуктора тощо.
Для тепловоза передбачена установка додаткового обладнання: плужний відвал для очищення колій від снігу, пристрій для рідкого змащування гребенів коліс, системи КЛУБ (П і УП), радіостанції.